# يوهان شتراوس الابن

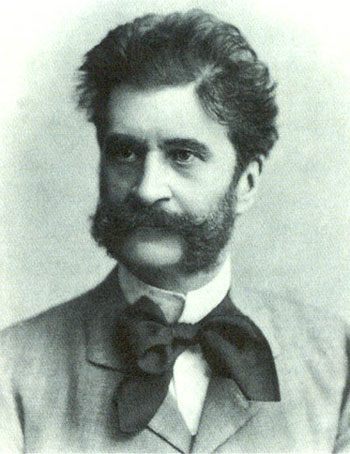
يوهان ستراوس الابن

يوهان بابتيست شتراوس (الابن) 25 أكتوبر 1825 -3 يونيو 1899 في فيينا) في سانكت أولريش بالقرب من فيينا كان ملحن ومايسترو نمساوي وهو الأشهر والذي قدم روعته المعروفة فالز الدانوب الأزرق. كان والده يوهان شتراوس الأب موسيقارًا وملحنًا.
ولد الألماني يوهان شتراوس في فيينا، وعائلته تدعى يوهان شتراوس (اسم الشهرة النمساوي ليوهان) والده أيضا اسمه يوهان.

## أعماله
- الدانوب الأزرق
- تريتش تراتش بولكا

## روابط خارجية
- يوهان شتراوس الابن على موقع IMDb (الإنجليزية)
- يوهان شتراوس الابن على موقع الموسوعة البريطانية (الإنجليزية)
- يوهان شتراوس الابن على موقع ألو سيني (الفرنسية)
- يوهان شتراوس الابن على موقع ميوزك برينز (الإنجليزية)
- يوهان شتراوس الابن على موقع أول موفي (الإنجليزية)
- يوهان شتراوس الابن على موقع قاعدة بيانات برودواي على الإنترنت (الإنجليزية)
- يوهان شتراوس الابن على موقع قاعدة بيانات برودواي على الإنترنت (الإنجليزية)
- يوهان شتراوس الابن على موقع قاعدة بيانات برودواي على الإنترنت (الإنجليزية)
- يوهان شتراوس الابن على موقع قاعدة بيانات الأفلام السويدية (السويدية)
- يوهان شتراوس الابن على موقع إن إن دي بي (الإنجليزية)